# プロテアーゼ活性化受容体
プロテアーゼ活性化受容体（プロテアーゼかっせいかじゅようたい、英: protease-activated receptor、略称: PAR）は、細胞外ドメインの一部の切断によって活性化される、Gタンパク質共役受容体のサブファミリーである。血小板で高度に発現しており、血管内皮細胞、筋細胞、神経細胞表面でも多く発現している。

## 分類
プロテアーゼ活性化受容体（PAR）ファミリーには、哺乳類では4つのメンバーが存在する。ヒトでは、PAR1（F2R遺伝子にコードされる）、PAR2（F2RL1）、PAR3（F2RL2）、PAR4（F2RL3）であり、これらの遺伝子は19番染色体に位置するF2RL3を除いてすべて5番染色体に位置している。7回膜貫通型Gタンパク質共役受容体スーパーファミリーのメンバーでもあり、体中で発現している。

## 歴史
PAR1はヒトの血小板上のトロンビン受容体として1991年に初めて記載された。1994年にはこのファミリーの新たなメンバーが発見され、S. Nystedtはこの因子を簡潔にproteinase activated receptor 2と名付けた。PAR1のノックアウトマウスを用いた実験により、PAR3とPAR4が発見された。

## 活性化

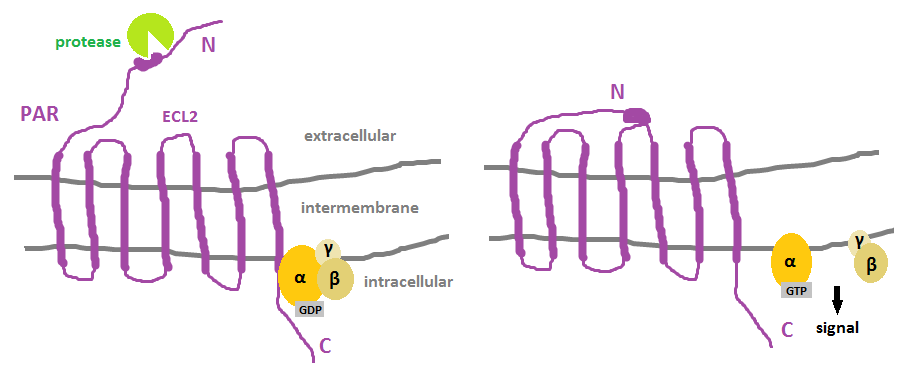
PARの活性化によるシグナル伝達

プロテアーゼ活性化受容体（PAR）はGタンパク質と共役した内在性膜タンパク質で、N末端の特定の配列が切除され、新たに形成されたN末端配列がリガンドとして細胞外ループ2（ECL2）の保存性領域に結合することによって活性化される。この結合はPARのコンフォメーションに特定の変化を引き起こし、細胞内のGタンパク質に対する親和性を変化させる。分子クローニングによってこれまで4つのタイプのPAR受容体が同定されており、活性化を行う主要な酵素に従って分類されている。血液凝固カスケード、免疫細胞、消化管の内在性プロテアーゼなど、大規模なプロテアーゼ群がPAR受容体の切断と活性化を行うことが決定されている。一方、昆虫、細菌、植物や菌類に由来する外因性のプロテアーゼによって特異的に切断され、不可逆的に活性化される場合もある。
PARは主にトロンビン（PAR1、3、4に作用）やトリプシン（PAR2に作用）によって活性化される。これらの酵素は受容体のN末端を切断し、新たに形成されたN末端はテザーリガンド（tethered ligand、受容体と連結されたリガンド）として機能する。切断状態では、受容体自身の一部がアゴニストとして機能し、生理学的反応を引き起こす。PARファミリーの大部分はGi型（cAMP阻害）、G12/G13型（RhoとRasの活性化）、Gq型（カルシウムシグナリング）のGタンパク質αサブユニットを介して細胞へ作用を引き起こす。
PARがさまざまな細胞に分布していることからは、PARが消化管の生理に関係した多くの過程にも関与していることが示唆される。PAR活性化の主要な機構はタンパク質分解であるが、切断後に形成される新たなN末端配列を模倣した合成ペプチド（SLIGKV）によって、タンパク質分解を伴わずともPAR2受容体を活性化することが知られている。ヒトの乳から単離されたTFF3は、こうした方法で小腸上皮細胞HT-29のPAR2受容体を活性化すると推測されている。TFF3は小腸上皮細胞のPAR2を活性化し、ディフェンシンやサイトカインなど自然免疫に関係するペプチドの産生を誘導することで、乳児の免疫系に関与している可能性が示唆されている。

## 機能
トロンビンの細胞に対する影響はPARによって媒介される。血小板におけるトロンビンシグナルの伝達は止血や血栓形成に寄与する。内皮細胞のPARは血管緊張度と透過性の調節に関与しており、血管平滑筋では収縮、増殖、肥大を媒介する。内皮細胞のPARは血管のバリア機能の促進に重要な役割を果たし、内皮細胞の接着分子（VCAM-1、ICAM-1、E-セレクチン）に対する正のシグナルを伝達する。PARは炎症性反応にも寄与する。例えば、PAR4は白血球の移動を誘導し、PAR2はマクロファージがIL-8などのサイトカインを産生するのを助ける。近年の研究では、筋肉の成長や骨の細胞分化と増殖に関与する新たな受容体の存在も示唆されている。

## 関連文献
- “Proteinase-activated receptors”. Pharmacological Reviews 53 (2):  245–82. (June 2001). PMID 11356985.
- “International Union of Pharmacology. XXVIII. Proteinase-activated receptors”. Pharmacological Reviews 54 (2):  203–17. (June 2002). doi:10.1124/pr.54.2.203. PMID 12037136.
- “Protease-activated receptors in hemostasis, thrombosis and vascular biology”. Journal of Thrombosis and Haemostasis 3 (8):  1800–14. (August 2005). doi:10.1111/j.1538-7836.2005.01377.x. PMID 16102047.
- “Structure, function and pathophysiology of protease activated receptors”. Pharmacology & Therapeutics 130 (3):  248–82. (June 2011). doi:10.1016/j.pharmthera.2011.01.003. PMID 21277892.